# 蘇皮夫卡
48°50′41″N 27°38′24″E / 48.84472°N 27.64000°E
蘇皮夫卡（烏克蘭語：Супівка），是烏克蘭的村落，位於該國西南部文尼察州，由日梅林卡區負責管轄，面積22.1平方公里，海拔高度284米，2001年人口431，人口密度每平方公里19.5人。